# Diaphorus flavipes
Diaphorus flavipes är en tvåvingeart som beskrevs av Aldrich 1896. Diaphorus flavipes ingår i släktet Diaphorus och familjen styltflugor. Inga underarter finns listade i Catalogue of Life.